# Square de la Salamandre
Le square de la Salamandre est un square du 20e arrondissement de Paris.

## Situation et accès
Il est situé à la jonction des rues Saint-Blaise, Courat, Paul-Jean-Toulet et Roger-Bissière.
Ce site est desservi par la ligne 9 à la station de métro Maraîchers.

## Origine du nom
La configuration de la promenade du jardin public situé au centre de la place évoque celle de la salamandre.

## Historique
La place est créée dans le cadre de l'aménagement de la ZAC Saint-Blaise et formée d'une partie d'une place provisoirement dénommée « voie DD/20 » et de la « voie DH/20 ». Elle prend sa dénomination actuelle, portant sur la voirie et sur le jardin public situé au centre, par un arrêté municipal du 21 décembre 1987.
Le jardin, qui s'étend sur 13 274 m2, est créé en 1988 par l'architecte Pierre Colboc.
Il est situé à l'emplacement de la partie de la rue Courat qui aboutissait rue Saint-Blaise et sur le parc d'une ancienne maison de plaisance du XVIIIe siècle où était établi de 1836 à 1906 un pensionnat dirigé par des religieuses  de la Providence de Portrieux. 
Le square est fermé pour des travaux d'aménagement du 5 octobre 2020 au 4 avril 2021.